# Sebastian Castro

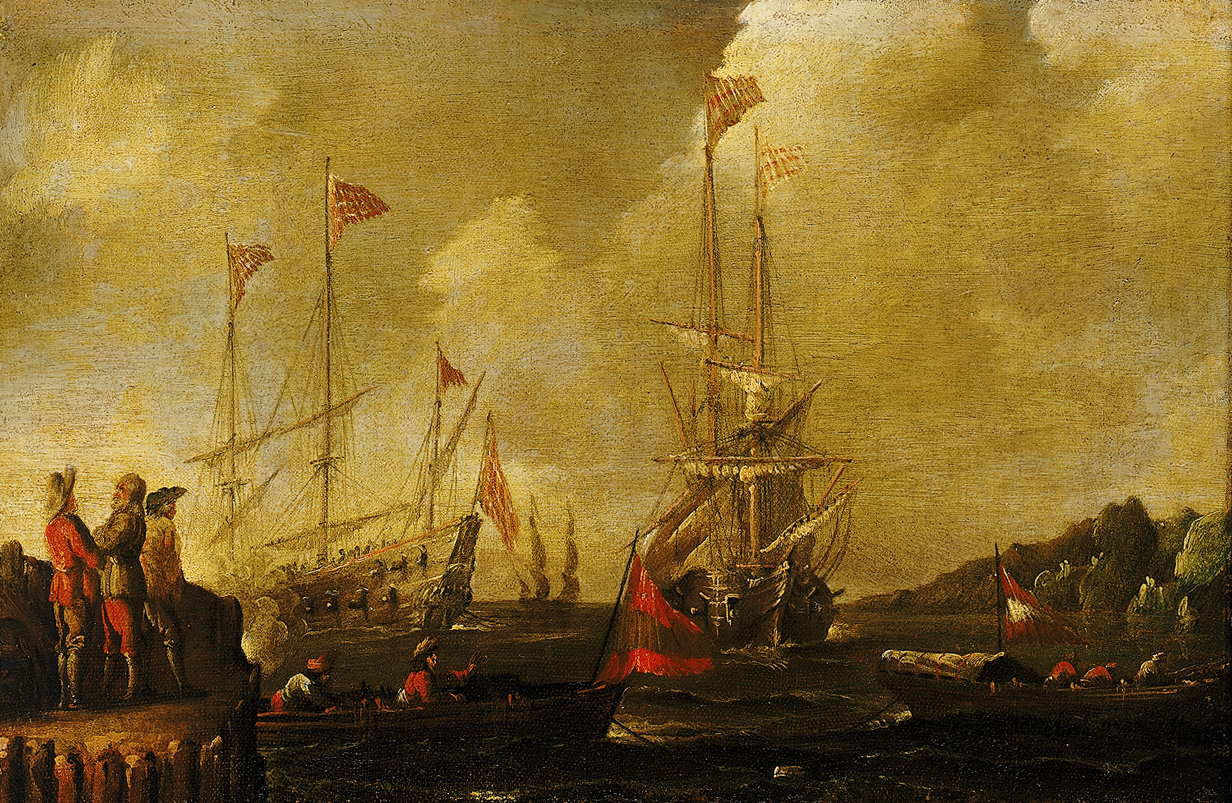
Escena de puerto con barcos españoles acercándose al embarcadero, óleo sobre lienzo, 44,5 x 65 cm, Greenwich, Museo Marítimo Nacional.

Sebastian Castro o Sebastianus a Castro (fl. 1633 - 1656) fue un pintor barroco flamenco especializado en marinas, activo en Amberes.
Es muy poco lo que se conoce de la biografía de Sebastián Castro, pintor de origen posiblemente portugués establecido en Amberes, donde en el curso 1633/1634 se registró como maestro en el gremio de San Lucas. En 1656, todavía en Amberes, intervino en la partición de la herencia dejada por el padre de los pintores Nicolaes y Gaspar van Eyck. Probablemente fuese el padre de Laureys a Castro, otro pintor de marinas registrado en el gremio de Amberes en 1664 y posteriormente establecido en Inglaterra.
Aunque son escasas las obras firmadas conservadas, Sebastián Castro despliega en ellas un completo repertorio de motivos propios del género, a caballo entre la tradición manierista flamenca, de mares agitados y escenarios pintorescos, y el interés por los efectos atmosféricos en composiciones casi monócromas de horizonte bajo y mares en calma, tal como contemporáneamente se practicaba en los Países Bajos del Norte. Buen ejemplo de ese estilo pueden ser los dos pequeños óleos conservados en el museo de Greenwich con naves españolas como protagonistas: Escena de puerto: barcos españoles acercándose al embarcadero y Buques españoles anclados.